# Orthotrichum obtusifolium
Orthotrichum obtusifolium là một loài Rêu trong họ Orthotrichaceae. Loài này được Brid. mô tả khoa học đầu tiên năm 1801.

## Hình ảnh

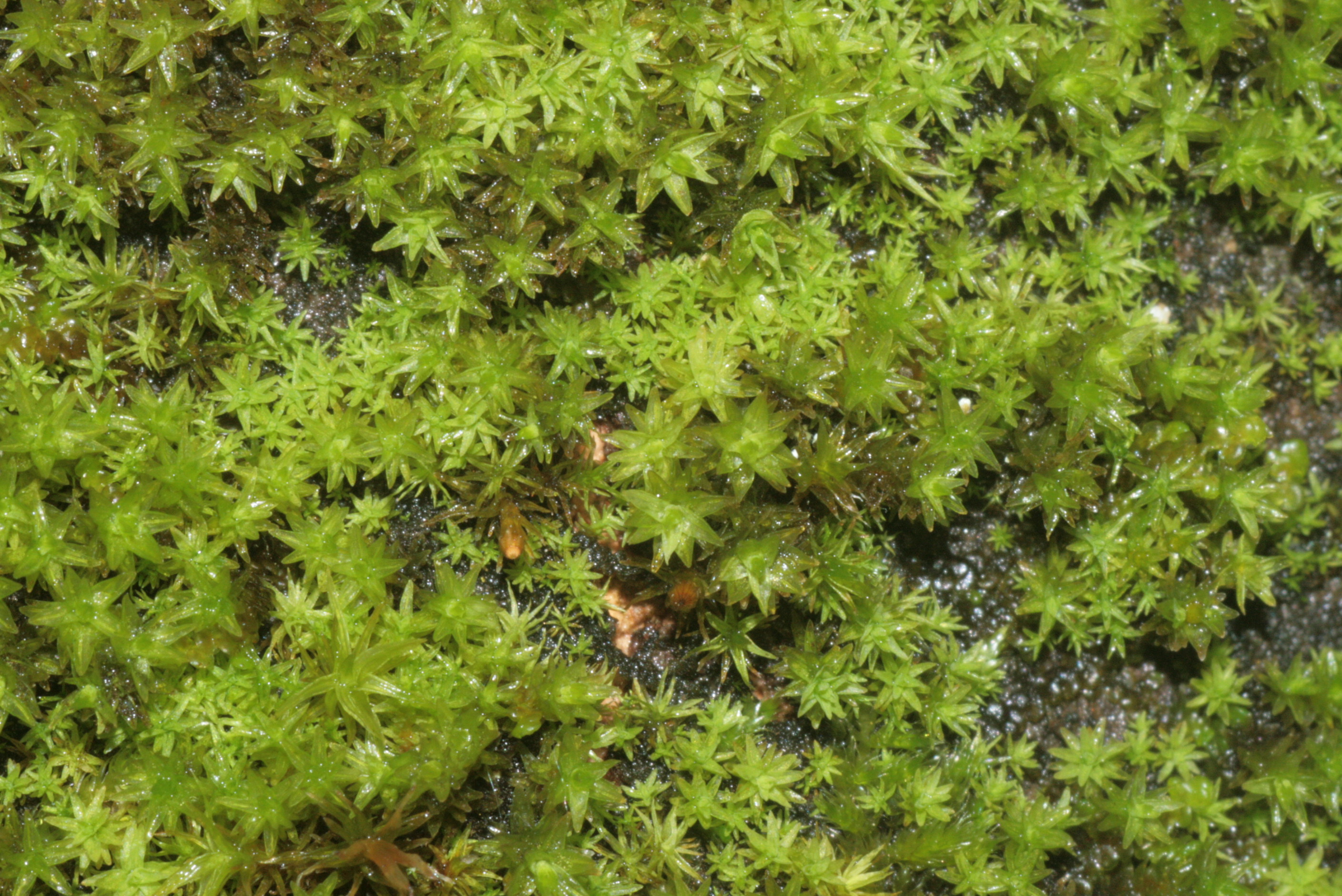
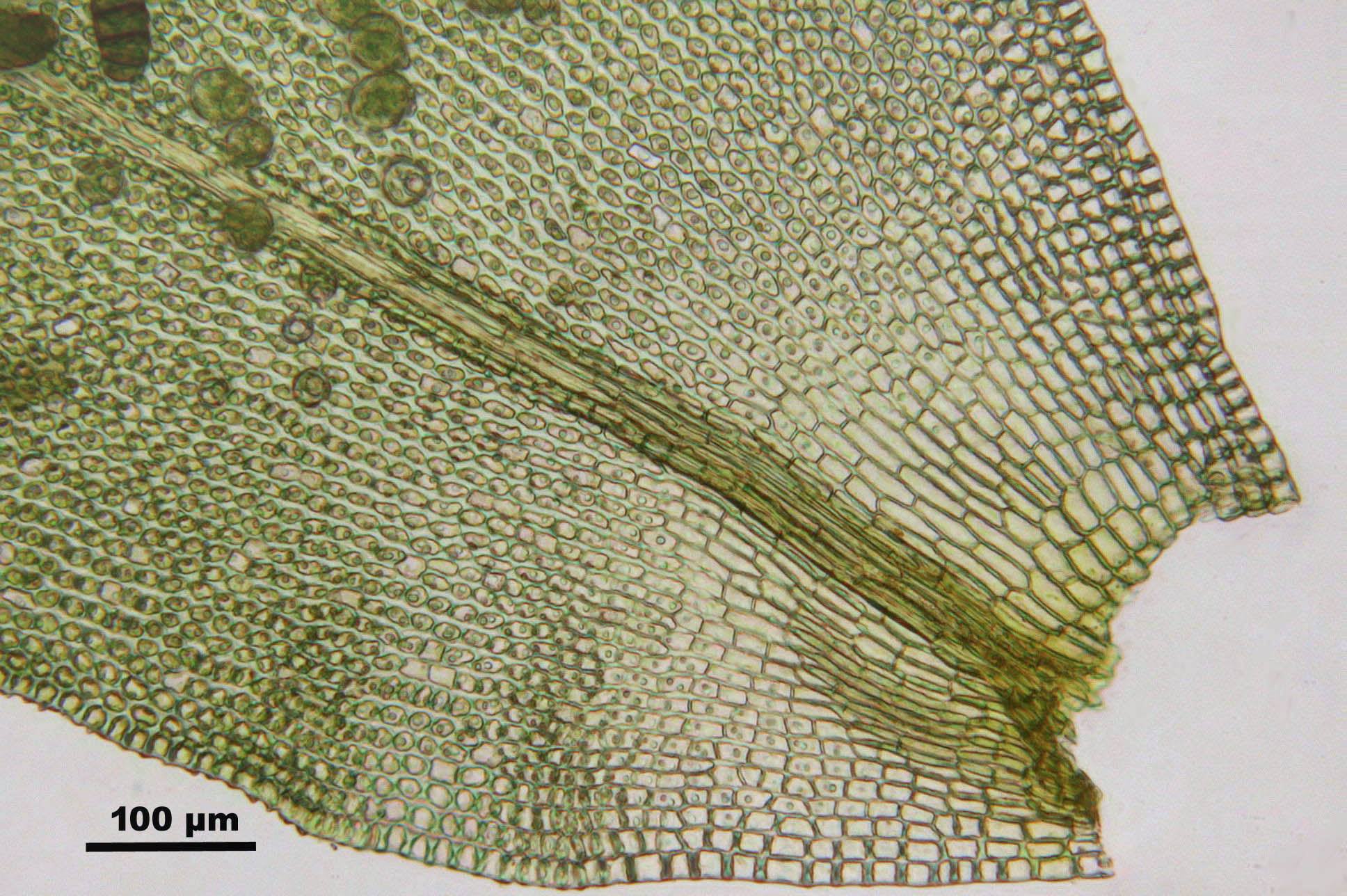
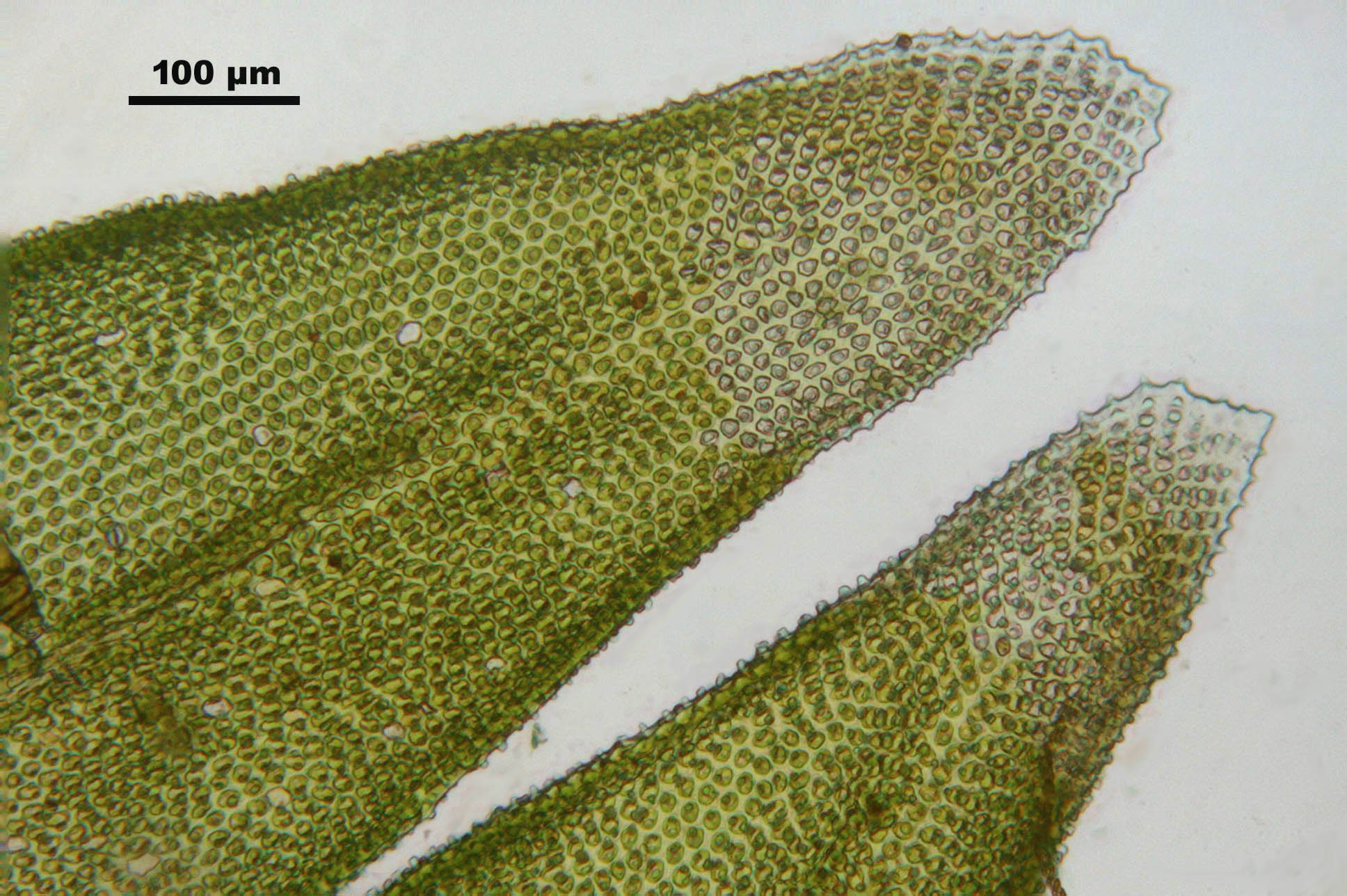